# MacDonald Peak
MacDonald Peak är en bergstopp i Antarktis. Den ligger i Västantarktis. Chile gör anspråk på området. Toppen på MacDonald Peak är 1 940 meter över havet.
Terrängen runt MacDonald Peak är kuperad österut, men västerut är den platt. Trakten är obefolkad. Det finns inga samhällen i närheten.